# Marracos de la UdL
|  | Aquest article tracta sobre la colla castellera universitaria. Vegeu-ne altres significats a «Marracos (Desambiguació)». |

La Colla Castellera Los Marracos de la UdL són la colla castellera universitària de la Universitat de Lleida (UdL), situada a Lleida. Va ser fundada el 2001 i els seus millors castells són el tres de vuit amb folre carregat, el cinc de set, el pilar de 5 aixecat per sota, el pilar de 6 amb folre, el 2 de 7 amb folre i el 4 de 7 amb l'agulla. Vesteixen amb camisa de color gris boira. Assagen al local dels Castellers de Lleida.
És la quarta colla universitària, en ordre d'any de fundació, de les 13 colles universitàries en actiu que hi ha actualment. Tenen la peculiaritat de ser l'única colla del món casteller universitari i convencional que no pertany a la Coordinadora de Colles Castelleres de Catalunya.

## Història
La colla va ser fundada el 2001, per iniciativa del fundador Sergi Sans, qui al març de 2001 va penjar cartells a les facultats de la UdL convidant als estudiants a formar una colla castellera universitaria.
D'aquesta campanya es van reunir una vintena de membres el 14 de març de 2001, els qui van consolidar el nom, color de camisa, i el lloc i dies d'assaig.
La colla va descarregar el seu primer pilar de 4 en un assaig a la facultat d'agronoms.
El 5 d'abril de 2001 es va presentar oficialment en una actuació a Lleida, a la que va assistir tambe la colla padrina, Xoriguers de la UdG. En aquesta actuació Los Marracos no portaven encara la seva camisa gris boira, i van descarregar castells de 5 nets fins a acotxador.
Durant la seva primera temporada, la del 2000/2001 van actuar a les diades de les colles actives en aquell moment, Xoriguers de la UdG,Ganàpies de la UAB i Arreplegats de la Zona Universitària, durant les quals van descarregar el pilar de 4 i la torre de 5.

## Millors actuacions
Es tenen en compte els 3 millors castells i el millor pilar assolits a la diada. Taula de puntuacions basada en el Sistema de Gestió de l'Arxiu Caseteller (SiGAC).
|    | Diada                                                                                  | Data       | 1a ronda | 2a ronda | 3a ronda | Ronda de pilars | Actuació completa                             |
| -- | -------------------------------------------------------------------------------------- | ---------- | -------- | -------- | -------- | --------------- | --------------------------------------------- |
| 1  | XXIVa Diada d'Hivern de Los Marracos de la UdL(Rectorat, Lleida)                       | 19/12/2024 | 2d7f     | 5d7      | 3d7      | Pd5(c)          | 3pd4, 2d7f, 5d7, 3d7, pd5                     |
| 2  | XXIIIa Diada de Primavera de Los Marracos de la UdL (Rectorat, Lleida)                 | 16/5/2024  | 2d7f     | 4d7a     | 3d7      | Pd6f            | 3pd4, 2d7f, 4d7a, 3d7, pd6f i 3pd4            |
| 3  | XXIIa Diada d'Hivern de Los Marracos de la UdL (Rectorat, Lleida)                      | 21/12/2023 | 3d7      | 2d7f     | 4d7      | Pd6f            | Pd4 de dol, 3pd4, 3d7, 2d7f, 4d7, pd6f i 3pd4 |
| 4  | XXIXa Diada dels Arreplegats de la Z.U. (Plaça de les Constel·lacions, UPC, Barcelona) | 9/5/2024   | 3d7      | 4d7      | 2d6      | Pd6f            | 2pd4, 3d7, 4d7, 2d6 i pd6f                    |
| 5  | XXXI Diada d'Hivern dels Ganàpies de la UAB (Fira de Sabadell, Sabadell)               | 12/12/2024 | 3d7      | 2d7f     | 4d7      |                 | 2pd4, 3d7, 2d7f, 4d7, 2pd4                    |
| 7  | XVa Diada de Primavera de Los Marracos de la UdL (Campus de Cappont, Lleida)           | 12/5/2016  | 5d6      | 3d6ps    | 7d6      | Pd6f            |                                               |
| 6  | Diada d'Hivern dels Llunatics de la UPC (La Nau, Vilanova i la Geltrú)                 | 30/11/2023 | 5d6      | 4d7      | 2d6      | Pd6f (c)        | 2pd4, 5d6, 4d7, 2d6, pd6f (c) i 2pd4          |
| 7  | XIVa Diada d'Hivern de Los Marracos de la UdL (Rectorat, Lleida)                       | 26/11/2015 | 3d7      | 4d7      | 5d6      | Pd5             |                                               |
| 8  | XIa Diada de Primavera de Los Marracos de la UdL (Campus de Cappont, Lleida)           | 26/4/2012  | 2d7f (c) | 4d6a     | 3d6ps    | -               | Pd4, (id)2d7f, 2d7f (c), 4d6a, 3d6ps i pd4    |
| 9  | Diada d'Hivern dels Bergants del CT 2024 (Plaça del campus, Terrassa)                  | 28/11/2024 | 4d7      | 3d7      | 2d6      |                 | 3pd4, 4d7, 3d7, 2d6, 3pd4                     |
| 9  | XXIII Diada de Primavera dels Marracos de la UdL (Rectorat, Lleida)                    | 18/5/2023  | 4d7      | 3d7      | 2d6      | (i)pd5          | 2pd4, 4d7, 3d7, 2d6, (i)pd5, 2pd4             |
| 10 | VIII Diada de Primavera dels Penjats del CM (Antic Escorxador, Manresa)                | 30/5/2024  | 3d6a     | Pd5ps    | 4d6a     | Pd5             | 2pd4, 3d6a, pd5ps, 4d6a, pd5 i 2pd4           |

## Castells assolits
La taula de continuació mostra la data, la diada i la plaça en què per primera vegada s'han descarregat, i en què s'han carregat en cas d'haver succeït amb anterioritat, cadascuna de les construccions que la colla ha assolit.
| Castell                     | Data       | Diada                                               | Plaça                                             |
| --------------------------- | ---------- | --------------------------------------------------- | ------------------------------------------------- |
| 5 de 7                      | 19/12/2024 | XXIV Diada d'hivern de Los Marracos de la UdL       | Plaça de Víctor Siurana (Rectorat), UdL, Lleida   |
| Pilar de 5 per sota         | 30/5/2024  | VIII Diada de Primavera dels Penjats del CM         | Antic Escotxador, Manresa                         |
| Pilar de 6 amb folre        | 12/5/2016  | XVa Diada de Primavera de Los Marracos de la UdL    | Campus de Cappont, UdL, Lleida                    |
| 2 de 7 amb folre            | 21/12/2023 | XXIIa Diada d'Hivern de Los Marracos de la UdL      | Plaça de Víctor Siurana (Rectorat), UdL, Lleida   |
| 2 de 7 amb folre (carregat) | 26/4/2012  | XIa Diada de Primavera de Los Marracos de la UdL    | Campus de Cappont, UdL, Lleida                    |
| 4 de 7 amb l'agulla         | 16/5/2024  | XXIIIa Diada de Primavera de Los Marracos de la UdL | Plaça de Víctor Siurana (Rectorat), UdL, Lleida   |
| 3 de 7                      | 26/11/2015 | XIVa Diada d'Hivern de Los Marracos de la UdL       | Plaça de Víctor Siurana (Rectorat), UdL, Lleida   |
| Vano de 5                   | 14/12/2023 | 30a Diada d'Hivern dels Ganàpies de la UAB          | Plaça del Coneixement, UAB, Cerdanyola del Vallès |
| Pilar de 5                  | 28/4/2005  |                                                     |                                                   |
| 4 de 7                      | 25/4/2013  |                                                     |                                                   |
| 3 de 6 per sota             | 1/12/2011  |                                                     | Plaça de Víctor Siurana (Rectorat), UdL, Lleida   |
| 2 de 6                      | 22/4/2010  |                                                     |                                                   |
| 7 de 6                      | 22/4/2010  |                                                     |                                                   |
| 5 de 6                      | 23/4/2009  |                                                     |                                                   |
| 4 de 6 amb l'agulla         | 3/4/2003   |                                                     |                                                   |
| 3 de 6 amb l'agulla         | 10/12/2009 |                                                     |                                                   |
| 3 de 6                      | 28/11/2002 |                                                     |                                                   |
| 4 de 6                      | 3/4/2003   |                                                     |                                                   |
| Pilar de 4 per sota         | 14/3/2002  |                                                     |                                                   |
| Pilar de 4                  | 4/4/2001   |                                                     | Escola Tècnica Superior d'Enginyeria Agrària      |